# Antun Maračić
Antun Maračić (Nova Gradiška, 12. prosinca 1950. – Zagreb, 25. listopada 2023.) bio je hrvatski likovni umjetnik i kritičar. Diplomirao je na Akademiji likovnih umjetnosti u Zagrebu 1976. godine u klasi Šime Perića. Bio je suradnik Majstorske radionice Ljube Ivančića i Nikole Reisera (1976. – 1979.). Bio je voditelj Galerije Zvonimir (1992. – 1997.) i Galerije proširenih medija (1998. – 2000.) u Zagrebu, ravnatelj Umjetničke galerije u Dubrovniku (2000. – 2012.), a potom i voditelj Galerije Forum u Zagrebu.
Isprva se primarno bavio slikarstvom, potom se priklonivši konceptualnomu multimedijalnom djelovanju, osobito u fotografiji.
Bio je autor likovnih kritika, predgovora kataloga i monografija (Pavo Urban – posljednje slike, 1998.) te više koncepcijskih izložaba i televizijskih filmova. Godine 1995., kao autor teksta i fotografija, zajedno s povjesničarkom umjetnosti Evelinom Turković objavio je monografsku knjigu o kiparu Ivanu Kožariću pod naslovom Atelijer Kožarić.

## Vanjske  poveznice
- antunmaracic.net